# Пробудження (оповідання)
«Пробудження» (англ. «The Awakening») — науково-фантастичне оповідання англійського письменника Артура Кларка. Існує дві версії цієї новели.

## Історія публікації
Спочатку оповідання було опубліковано у фензіні Zenith Sci-Fi #4 у лютому 1942 року. Ця ж версія була передрукована в «Краще з Артура Кларка» (англ. «The Best of Arthur C. Clarke»). Також вона була присутня у «Збірка творів Артура Кларка» (англ. «The Collected Stories of Arthur C. Clarke»).
Інша версія була опублікована у збірнику «Дотягнутися до наступного дня» (англ. «Reach For Tomorrow») у 1956 році, окремо захищена авторським правом у 1951 році.

## Сюжет
Головний герой — Майстеру, що страждає від серцевої недостатності, залишилося жити менше ніж рік. Він вирішує штучно заморозитись на сто років, після чого його повинно було чекати штучне серце. Однак сталася помилка: Майстер пробудився від сну набагато пізніше ніж хотів (мільйон років замість ста). Він відкриває очі, бажаючи дізнатись як виглядає людина майбутнього. Побачене його шокувало. Коли Майстер побачив навколишніх комах, він зрозумів, що людина програла війну з комахами. Не маючи сили, його слабке серце здається, він помирає.